# Mord in der Rue Morgue (1932)
Mord in der Rue Morgue ist ein Horrorfilm von 1932 mit Bela Lugosi aus der Produktion von Carl Laemmle. Der Handlung liegt die Erzählung Der Doppelmord in der Rue Morgue von Edgar Allan Poe zugrunde; die Geschichte ist so weit abgeändert, dass außer der Tatsache, dass die Morde von einem Affen begangen werden, nicht viele Gemeinsamkeiten bleiben.

## Handlung
Pierre Dupin, dessen Name sich an den des Detektivs Auguste C. Dupin aus der Erzählung Poes anlehnt, besucht auf einem Jahrmarkt mit seiner Verlobten Camille ein Zelt, in dem Dr. Mirakle einen Gorilla zur Schau stellt. Der Gorilla, der sich anscheinend in Camille verliebt, stiehlt dieser ihren Hut, woraufhin Dr. Mirakle verspricht, ihr einen neuen zu senden. In der Nacht ist Mirakle in den Straßen von Paris unterwegs, um eine Prostituierte zu entführen. In seinem Labor spritzt er ihr das Blut des Gorillas, worauf diese stirbt.
Man erfährt, dass Mirakle auf der Suche nach dem „Missing Link“, dem fehlenden Glied zwischen Affen und Mensch ist und versucht, dieses künstlich zu zeugen, was nun ein weiteres Mal misslungen sei. Am nächsten Tag wird die Leiche der Prostituierten aus der Seine gefischt und in die Leichenhalle gebracht. Dort taucht nun Pierre Dupin wieder auf, der Medizinstudent ist und versucht, die Morde an mittlerweile mehreren Prostituierten mittels seines medizinischen Wissens aufzuklären.
Mirakle hat seine Hoffnung, eine passende Braut für seinen Gorilla zu finden, noch nicht aufgegeben und schickt diesen zu Camille. Der Affe tötet Camilles Mutter, entführt die junge Frau und bringt sie ins Labor, wo Mirakle feststellt, dass ihr Blut mit jenem des Gorillas zusammenpasst. Inzwischen ist auch Pierre der Durchbruch gelungen. Er konnte feststellen, dass die Frauen am Affenblut gestorben sind und zieht die richtigen Schlüsse. Er stürmt zum Haus von Mirakle und erfährt unterwegs vom Verschwinden Camilles. Gegenüber der Polizei kann er den Fall aufklären und gemeinsam macht man sich auf den Weg zu Mirakle. Dieser wird allerdings inzwischen von seinem Affen angegriffen und getötet, das Tier aber macht sich mit der bewusstlosen Camille auf der Schulter davon.
Es liefert Pierre eine atemberaubende Verfolgungsjagd über die Dächer von Paris, die mit ihrem Blick auf das Häusermeer wohl eine für die damalige Zeit tricktechnische Meisterleistung darstellt. Schließlich kann Pierre den Affen erlegen und dieser fällt kopfüber in die Seine, während Pierre von der Menge bejubelt mit Camille vom Dach steigt.

## Kritiken
„Der cineastische Reiz des frühen Horrorfilms liegt ganz in der Kamerarbeit [sic] von Karl Freund und im Dekor, beides stark dem expressionistischen deutschen Stummfilm nachempfunden.“

## Sonstiges
- Mord in der Rue Morgue weist einige Parallelen zu dem expressionistischen Stummfilm Das Cabinet des Dr. Caligari auf.
- Der Film war einer der Lieblingsfilme von Ed Wood, in dem Bela Lugosi mitspielte. Woods Die Rache des Würgers, in dem Lugosi ebenfalls mitwirkte, stellt eine Hommage an Mord in der Rue Morgue dar.
- Für Mord in der Rue Morgue wurde ein echter weiblicher Affe verwendet.
- In Österreich wurde der Film unter dem Titel "Das Geheimnis des Dr. Mirakel" im August 1932 in den Kinos gezeigt, während er hierzulande erst 1970 im Fernsehen unter dem Titel Mord in der Rue Morgue erstaufgeführt wurde. Beide Veröffentlichungen erfolgten im Original mit deutschen Untertiteln.
- 2019 erschien unter dem Titel "Das Geheimnis des Dr. Mirakel" bei ostalgica eine Blu-ray in sehr guter Bild- und Ton Qualität. Für diese Veröffentlichung wurde extra eine deutsche Synchronfassungen angefertigt.